# Mario Mutis

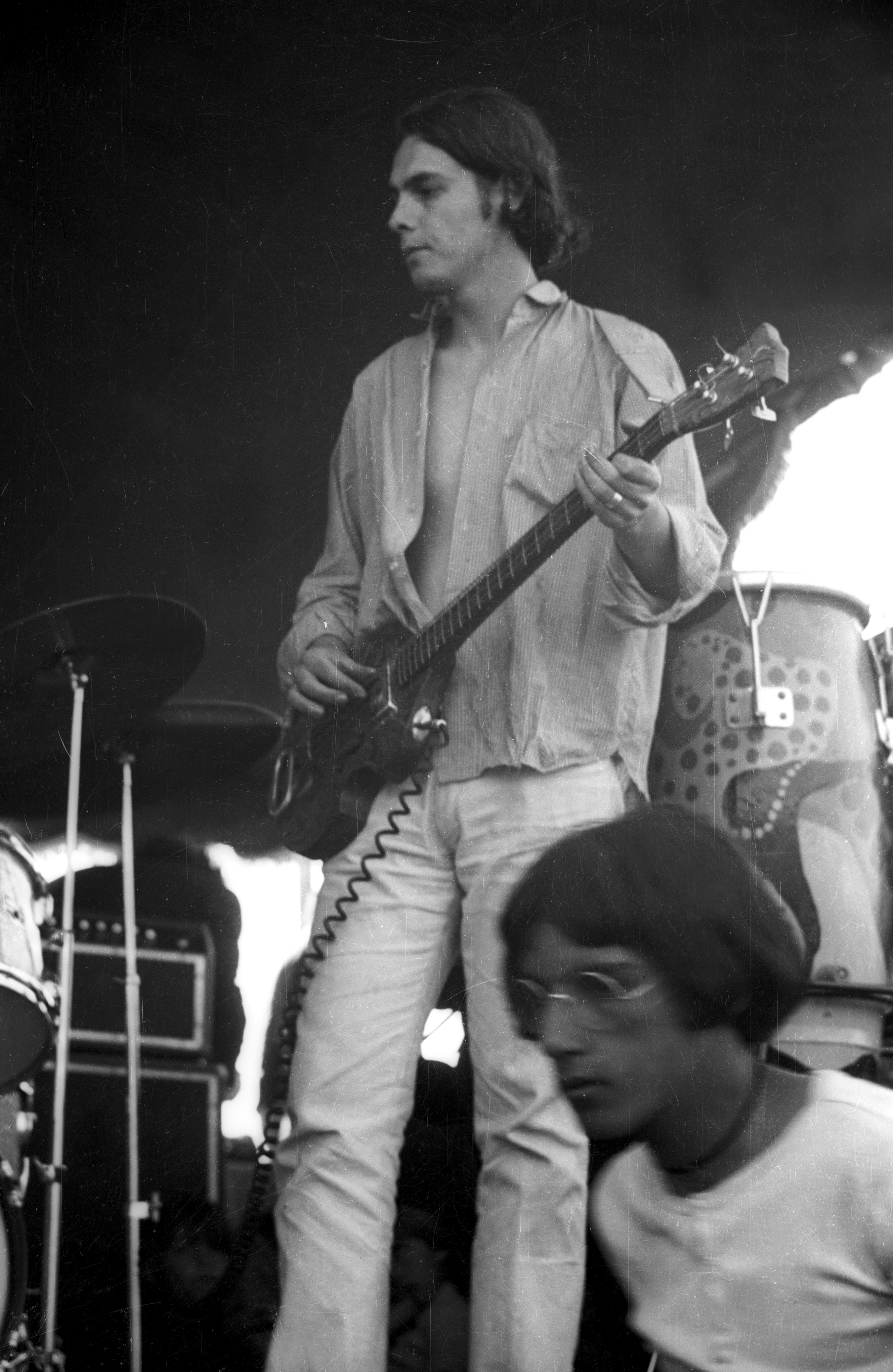
Mario Mutis durante el Festival de Piedra Roja (1970).

Mario Alejandro Arístides del Carmen Mutis Pinto (Viña del Mar, 20 de octubre de 1947), más conocido como Mario Mutis, es un músico chileno. Se ha desempeñado como bajista y vocalista de la banda chilena Los Jaivas.

## Biografía
Durante su infancia estudió en el colegio Saint Peter's School de Viña del Mar.
Sus primeros acercamientos con la familia Parra se dieron en una pelea de colegio en el viñamarino Liceo Guillermo Rivera con Gabriel, futuro baterista de la banda. Allí comenzó una amistad que perdura por años.
En las primeras formaciones del grupo (entonces conocido como The High & Bass), Mutis y Gato Alquinta fueron guitarristas, hasta que un día surgió la disyuntiva de utilizar un bajo, como todos los grupos que ellos conocían. En 1975 dejó la banda, durante su estadía en Argentina, producto de problemas personales; sin embargo, se reintegró en 1979 para grabar los discos más trascendentales de la banda (Alturas de Machu Picchu y Obras de Violeta Parra) y vivir las etapas de mayor actividad discográfica y de giras. En 1985 volvió a salir del grupo y se estableció en Chile. Al año siguiente sufrió un derrame cerebral y entró en estado de coma, siendo internado en la Clínica Las Condes. En 1996 volvió de nuevo a integrarse a Los Jaivas y continúa con ellos hasta el día de hoy.
En 2011 Los Jaivas fueron invitados a cerrar la cuarta jornada del Festival de la Canción de Viña del Mar. En 2013 fue invitado a formar parte del jurado en el Festival de la Canción de Viña del Mar.

## Instrumentos utilizados
- - Contrabajo acústico.
- Bajos eléctricos:
  - Bajo artesanal, confeccionado por Gato Alquinta (acabado rojo/blanco)
  - Tipo Hofner estilo violín (sin información del fabricante)
  - Bajo Ibanez modelo 1917 (1971 - 1975) (acabado Sunburst)(muchas veces confundido con el modelo EB-2 de Gibson)
  - Rickenbacker modelo 4001.(1979 - actualidad) (acabado Azureglo)
  - Rickenbacker modelo 4003.(2013 - actualidad) (acabado Mapleglo)
  - cuerdas Thomastik EB44 PowerBass
- pandereta
- bajo con arco
- sonidos guturales
- rasca de metal
- claves
- radio
- guitarra acústica
- guitarra eléctrica
- flauta dulce
- tarka
- tumbadoras
- tamborcito de milagro
- pincuyo
- tambores
- ocarina
- charango
- cuatro
- zampoña
- quena
- bombo legüero
- matraca
- trutruca
- moceño
- kultrum
- cascabeles
- kalimba

Además canta en coros y voces solistas.